# ميريام هيرنانديز
ميريام راكيل هيرنانديز نافارو (بالإسبانية: Miriam Raquel Hernández Navarro)‏ هي مغنية وكاتبة أغاني بوب شعبية ومقدمة برامج تلفزيونية تشيلية ولدت في يوم 2 مايو 1967 في مدينة سانتياغو عاصمة تشيلي، أشتهرت في أمريكا اللاتينية بأغانيها الشعبية الرومانسية.

## روابط خارجية
- ميريام هيرنانديز على موقع IMDb (الإنجليزية)
- ميريام هيرنانديز على موقع ميوزك برينز (الإنجليزية)
- ميريام هيرنانديز على موقع أول ميوزيك (الإنجليزية)
- ميريام هيرنانديز على موقع ديسكوغز (الإنجليزية)
- ميريام هيرنانديز على موقع قاعدة بيانات الفيلم (الإنجليزية)